# 粉叶决明
粉叶决明（学名：Cassia glauca）为豆科决明属下的一个种。

## 扩展阅读
- 維基物種上的相關：粉叶决明